# Monte Areo
El monte Areo, o monte de San Pablo , es un monte que se encuentra entre los concejos asturianos de Gijón y Carreño (España). Tiene unos 7 km de longitud y su máxima cota se sitúa en los 264 metros. 
La denominación de monte de San Pablo es debida a que existía una capilla en su cima dedicada al apóstol, hoy desaparecida.
Este lugar fue emplazamiento de las Aras Sextianas, monumento en honor a César Augusto emperador de Roma, erigido hacia el año 19 d. C. como honor por el triunfo de las tropas romanas ante las tribus astures que poblaban la zona.
Etimológicamente la palabra Areo podría provenir de monte de Iroba o monte de las Aras.
Dado que dichas Aras Sextianas erigidas en honor de Cesar Augusto (depositadas hoy en el Tabularium Ars Asturianenses, si bien una copia fidedigna se halla reproducida dentro de los bunqueres de artillería de la Guerra Civil, hoy local museístico, sitos en el castro de la Campa Torres) no se encontraban estrictamente en el mismo monte, sino en la Campa Torres, separada nitidamente de aquel por la garganta de la ría del Aboño formada por la confluencia del río Aboño y Pinzales a la altura del antiguo merendero Venecia. Bien pudiera semánticamente dicho nombre Areo aludir a la procedencia de la gens allí sepultada 4.000 o 5.000 años antes de Cristo esto es el pueblo ario o indoeuropeo que trajo la agricultura y la ganadería y creó los primeros asentamientos estables y que vino a sustituir a los antiguos pobladores nómadas cazadores-recolectores.
El monte es famoso por su necrópolis (abajo) y por el ramal del camín de la mesa (abajo).

## Necrópolis
La necrópolis situada en el monte Areo es la mayor de Asturias y una de las mayores de España son sus cuatro km² de superficie total con la existencia de elementos funerarios con una antigüedad de cinco mil a tres mil años en el caso de los dólmenes.
La existencia de los túmulos ya era conocida en el siglo XVIII, sin embargo excavaciones en la zona se iniciaron por González Besada a comienzos del siglo XX, aunque la mayor parte de ellos se encontraron en las excavaciones dirigidas por Miguel Ángel de Blas Cortina a finales del siglo XX.  
En la actualidad existen cerca de treinta túmulos funerarios del Neolítico repartidos por la mitad de la ladera y la cima, en dos zonas denominadas los Llanos y Les Güelgues de San Pablo, lo que nos indica las grandes connotaciones sagradas en la zona desde hace varios milenios.  

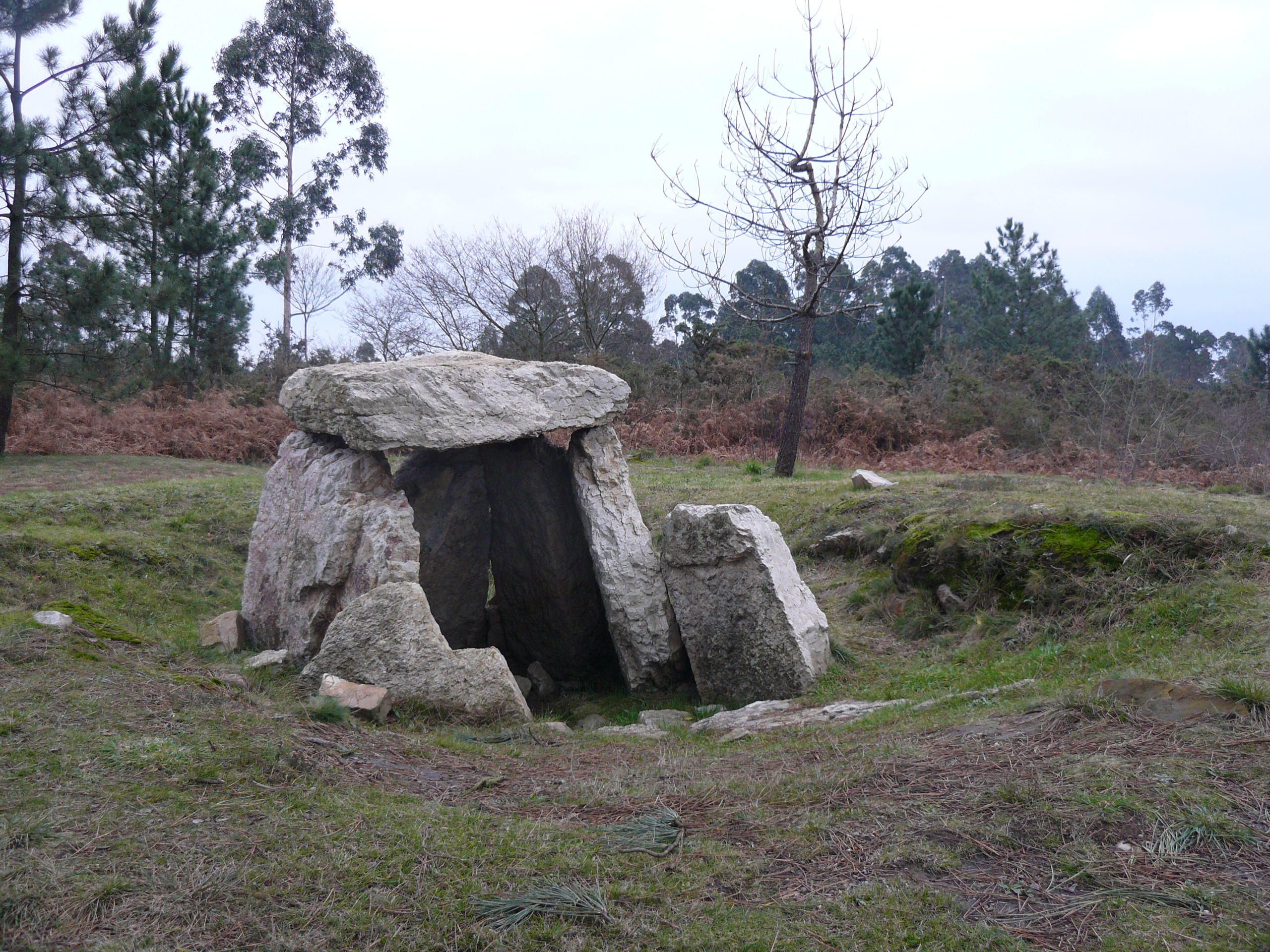
Dolmen "Monte Areo XV".

Los restos arqueológicos más destacables son dos cámaras funerarias cuya planta es cuadrada, un dolmen de planta trapezoidal y un dolmen de corredor.
La necrópolis megalítica del Monte Areo fue catalogada como Bien de Interés Cultural en 1997.
En 2007 había localizados treinta y cinco túmulos, de los que habían sido excavados dos. Las labores arqueológicas de investigación estaban a cargo de un equipo perteneciente al departamento de Prehistoria y Arqueología de la Universidad de Oviedo, bajo la supervisión de Miguel Ángel de Blas Cortina, catedrático de dicha universidad.

### Aula del Neolítico
Existe para el estudio y entendimiento de la zona tumular una aula de interpretación del yacimiento arqueológico para visitantes. En esta aula se imparten clases de diferentes tipos entre las que cabe destacar los talleres de arqueología, fabricación de arcos, cerámica, tintes, etnografía, visitas guiadas y construcción de un dolmen.
Hay un túmulo excavado y preparado para la observación.

## Camín de la mesa
En el monte quedan restos de un ramal del camín de La Mesa, calzada romana que unía el asentamiento romano y castrense de la campa de Torres en Gijón con Astorga. 
Los mayores vestigios de esta calzada, en el monte, se encuentran en la zona conocida como Peña'l Carru.

## Área recreativa
En el año 1999 se construyó en el monte un área recreativa. El área consta de 22 000 m² conteniendo veinte conjuntos de mesa con bancos y ocho barbacoas, diversos contenedores de basuras y varios bancos rústicos de descanso. Fue inaugurada el 28 de mayo de 1999 por el presidente del Principado Sergio Marqués Fernández y el alcalde de Carreño Joaquín Raimundo Fernández. La obra tuvo una inversión de diez millones de pesetas de la época (sesenta mil euros).